# Milton of Buchanan

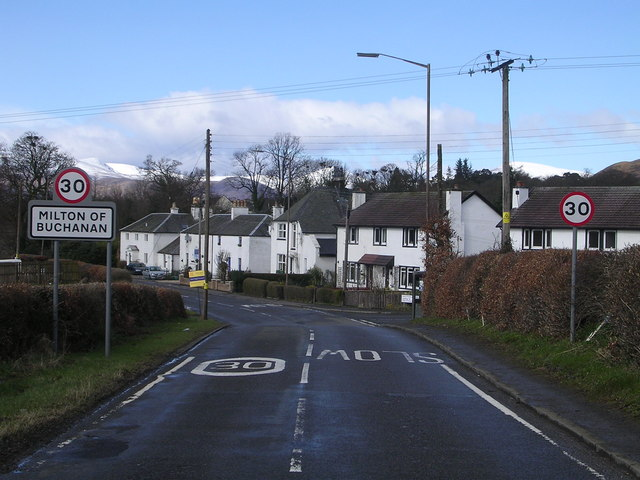
Die Zufahrt von Osten

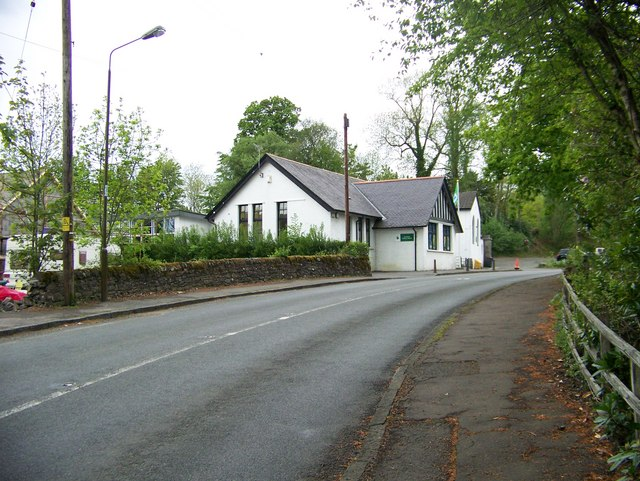
Die Grundschule in Milton of Buchanan

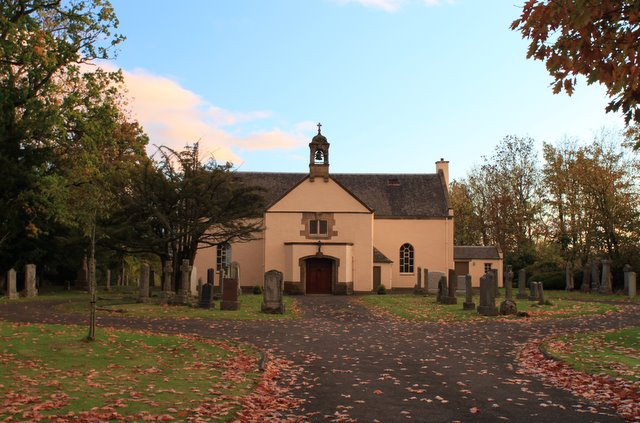
Die Buchanan Parish Church

Milton of Buchanan ist eine Ortschaft, die nordwestlich von Stirling in der gleichnamigen Region im Norden von Schottland liegt.

## Geographie
Milton of Buchanan liegt, knapp zwei Kilometer entfernt von der südöstlichen Ecke des Sees Loch Lomond, im ländlichen Raum in einer Hanglage, die sich vom Endrick Water nach Norden erstreckt. Durch den Ort fließt der Bach Burn of Mar nach Süden dem Fluss zu. Im Rahmen der historischen Gliederung Schottlands in Civil Parishes war es der Hauptort von Buchanan, das zu Stirlingshire gehörte. Gemeinsam mit dem westlich gelegenen Balmaha bildet es die Gemeinde (Community Council Area) Balmaha and Milton of Buchanan, die nächstgelegene Ortschaft im Osten ist Buchanan Smithy.

## Historisches
Milton of Buchanan liegt nordwestlich des Landhauses Buchanan Castle, heute eine Ruine. Im Ort wurden fünf Bauwerke als Listed Building in unterschiedlichen Kategorien eingestuft. Diese sind die Buchanan Parish Church, die Alte Schule, die Buchanan Mill, die Milton Farm und die Milton Farm Cottages.

## Verkehr
Die mitten durch den Ort verlaufende Regionalstraße B837 verbindet Drymen im Osten mit Balmaha im Westen.